# TRS 102.3
TRS 102.3 è un'emittente radiofonica italiana ascoltabile nel Lazio sulla frequenza 102.300 MHz in FM.

## Storia
Nasce nel 1976 come Tele Radio Sicilia (di cui mantiene l'acronimo) appena dopo la sentenza n. 202 del 1976 riguardo alla normativa sulla radiotelevisione terrestre italiana. Il fondatore è Vincenzo Pinto, attivo nella conservazione e la diffusione della cultura del Mezzogiorno d'Italia. Nel 2002 la radio cambia nome, mantenendo lo stesso acronimo, ma diventando "The Radio Station". Mantiene questa denominazione fino al 2012, quando, con l'avvento delle web tv, diventa Tv & Radio Station.

## Musica
L’archivio musicale di TRS era principalmente incentrato sul rock e le sue varie sfumature.
Sulla frequenza dei 102.3 viaggiavano insieme: brani che hanno fatto la storia della musica rock, dai grandi classici (Led Zeppelin, Who, Pink Floyd, Cream etc.) alle atmosfere dark, new wave e grunge, la canzone d’autore Italiana (Gaber, De André, De Gregori, Battiato etc.), il beat Inglese ed Italiano, la magia creativa del jazz e del blues, le sorprendenti sollecitazioni della musica progressive Italiana ed Internazionale dal ’60 ad oggi.
TRS si proponeva inoltre di dare spazio ai gruppi emergenti, spesso ospitati durante i programmi.

## Programmi
Il palinsesto della radio era composto da diversi programmi di approfondimento culturale e musicale.